# Hrvatski domobran (novine)
Hrvatski domobran s podnaslovom "Omladinski list" bio je hrvatski polumjesečnik. Prvi broj izašao je 16. studenoga 1928. godine. Izdavač je bila organizacija Hrvatski domobran. Počeo je izlaziti umjesto dotadašnjeg lista Starčević, glasila Saveza hrvatske pravaške republikanske omladine. Hrvatski domobran odisao je borbenošću i revolucionarnošću, zbog čega je stalno bio pod udarom cenzure i zapljena. Izašlo je ukupno šest brojeva, posljednji 22. prosinca 1928. godine.

## Urednici
- Branimir Jelić (1928.)

## Poznati suradnici
- Vladko Maček, Ante Pavelić, Ivan Pernar, Mate Frković, Josip Milković, Ante Valenta, Gustav Perčec, Branko Krmpotić, Ivo Knežević, Gjuro Kumičić, Mile Budak, Šime Balen,[3] Vjekoslav Maštrović.[4]